# Свети Трима (Костур)
„Свети Трима“ или „Свети мъченици Гурий, Самон и Авив“ (на гръцки: Άγιοι Τρεις, Агии Трис, в превод Свети Трима) е средновековна православна църква в град Костур (Кастория), Егейска Македония, Гърция.

## Местоположение
Църквата е разположена източно от акропола на града. Традиционно принадлежи към Митрополитската енория.

## История
Църквата е изградена около 1400 – 1401 година и е изцяло изписана в 1401 година, според надписа в нея. В архитектурно отношение първоначално представлява еднокорабна базилика с дървен покрив, но в ΧΙΧ век от северната и южната и страна са пристроени отворени тремове. По същото време са поправени западната стена и покривът.
След завладяването на града от османските турци стенописите са замазани. При реставрацията им е открит и зографският надпис. Стенописите са оригиналните от 1401 година и са с високо качество и дават ценна информация за изкуството в района от началото на XV век. Стенописите са дело на Костурската школа и са с високо качество. Надписът гласи:
| „ | ...ΑΝΕΓΗΓΕΡΤΟ ΚΑΙ ΔΩΜΟC NEOC IEPOC EK BAΘΡΟΝ ΕΔΟΜΗΘΗ ΕΙC ΟΝΟΜΑ ΕΝΑ...ΜΑΡΤΥΡ...ΕΙC ΚΛΗCIN CINHPMΩΤΟ ΑΓΙΩΝ ΟΜΟΛΟΓΗΤΩΝ CYN CAMΩΝΑ ΤΕ ΓΟΥΡΙΑ ΚΑΙ ΑΒΙΒΟ ΕΞ ΙΚΕΙΟΥ ΚΟΠΟΥ ΤΙC CYNΔPOΜΗC KAI EΞΟΔΟΥ ΕΥΓΕΝΕCTATOY KYP ΘΕΟΦΙΛΟΥ ΤΟΥ ΠΑΝΚΡΑΤΗ...........EIC KAΛOC ΑΝΕCTHCEN KAI KOINHN ΘΕΑΝ ΛΥCIN ETHCAI TΩΝ ΨΥΧΗΚΩΝ ΟΦΕΛΗΜΑΤΩΝ ΙΝΑ ΤΥΧΟΙ ΕΝ ΖΩΗC THC ΑΙΩΝΙΟΥ ΙΝ. Θ. | “ |

Ремонтът на западната страна и модерната конструкция на откритите фронтони носят характеристиките на XIX век. По време на тази операция е извършен частичен ремонт на покрива на храма.
Храмът е обявен за паметник на културата в 1962 година.